# Johannes Mejer
 Ikke at forveksle med Johannes Meyer.
Johannes Mejer (født 12. december 1606, Husum, død juni 1674, Husum) var en dansk kartograf.

## Liv og gerning

### De tidlige år
Meyer blev født den 12. december 1606 i Husum i Sønderjylland, hvor hans far var præst som den ældste af seks søskende. Faderen døde i 1617. Johannes var da 11 år og kom i pleje hos sin morbroder Jüngling, herredsfoged i Kropp, og her virkede han som fårehyrde indtil, at man blev klar over hans evner. Han kom til sin faders ældste broder, Bernhard Mejer, som var præst ved Sankt Petri Kirke i København Her læste han matematik og astronomi. I 1629, lige efter afslutningen på den danske deltagelse i 30-årskrigen, vendte Johannes Mejer tilbage til Husum for at hjælpe moderen under hendes trange kår (hvilket skal være grunden til, at han forblev ugift), hvor han arbejdede han som lærer. Desuden skrev han lejlighedsdigte og ligprædikener. Han fik tilladelse til at udgive en almanak, første udgave kom i 1640 og vandt stor udbredelse.

### Kartograf
På samme tid fortsatte han sine studier med det formål at blive kartograf. Han havde studeret Tycho Brahes, Longomontanus' og Hans Willumsen Laurembergs værker og udviklede flere kartografiske opmålings- og beregningsmetoder velegnede for marskområder med deres mange inddigninger og opdelinger. Tidens talrige inddæmningsarbejder og vandafledningsprojekter forudsatte gode topografiske kort og matrikelkort. I 1636 begyndte han sin kartografisk virksomhed med at udarbejde første kort over marskegnene ved Husum. Senere blev han gottorpsk hofmatematiker. I 1640-1641 lavede han kort over Åbenrå Amt og området omkring Slien på bestilling af Friederich 3. på Gottorp Slot. I årene 1642-48 fik han af Christian 4. til opgave at kortlægge vestkysten af hertugdømmerne Slesvig og Holsten fra Varde til Elben ved Glückstadt. I 1647 blev han udnævnt til kongelig matematiker i København (kaldt mathematicus) med en årlig løn på 300 rigsdaler og med opgaven at kortlægge Danmark.

### Samarbejdet med Caspar Danckwerth
I 1649 indgik Johannes Mejer et tæt samarbejde med Caspar Danckwerth om en udgivelse af en beskrivelse af hertugdømmerne på basis af de 37 kort, Mejer havde udarbejdet for kongen og hertugen og Danckwerths landbeskrivelse. Værket udkom i 1652 i Husum. Den blev trykt på det hertugelige trykkeri i Slesvig. Værkets omkostninger oversteg udgivernes formåen, så Mejers broder, apoteker Samuel Mejer i København, og Danckwerths broder, kammermester Joachim Danckwerth på Gottorp, støttede økonomisk udgivelsen, der i alt kostede 6.746 rigsdaler. Efterfølgende viste det sig, at der i teksten var visse uheldige formuleringer i teksten, og Mejer måtte rejse til København for at undgå, at værket blev konfiskeret. Han forblev i sin kongelige stilling men fik lønnen nedsat fra 300 til 200 rigsdaler om året. Imidlertid kom også Mejer og Danckwerth op at skændes om fordelingen af indtægterne fra salget, hvilket endte med en retssag ved den gottorpske hofret. Mejer fik aldrig nogen betaling, og Caspar Danckwarths enke solgte - uden Mejers vidende eller samtykke - trykpladerne til Johannes Blaeu i Amsterdam i 1656.

### Senere år
I foråret 1653 rejste Meyer igen til København, hvor han i årene 1654-1655 kortlagde Jylland og i årene 1655-1658 Skåne. Han havde også planer om et stort fællesnordisk atlas i 7 bind, hvilket imidlertid ikke blev til noget på grund af Karl Gustav-krigen. Fra 1659 levede han igen i Husum, stærkt forgældet og uden muligheder for yderligere udgivelser.
Meyer døde 14 år senere og blev begravet i sin nordfrisiske hjemby.

## Eftermæle
I forhold til datidens forhold var Mejers kort meget præcise og uden konkurrence. De holdt sig i over 150 år.